# جیمز استوارت (اقتصاددان)
جیمز استوارت (انگلیسی: Sir James Steuart, Sir James Steuart Denham, Sir James Denham Steuart) سومین بارون گودتریز (انگلیسی: 3rd Baronet of Goodtrees) و هفتمین بارون کلتنس (انگلیسی: 7th Baronet of Coltness) از اشراف‌زادگان اسکاتلندی و از طرفداران جاکوبایت بریتانیا بود که صاحب اثرهایی از جمله «اولین رساله سیستماتیک اقتصاد را به انگلیسی» و اولین کتاب انلگیسی با که در عنوان آن از «اقتصاد سیاسی» استفاده شده بود را نوشت. در اواخر عمر وی لقب دنهام از نام خانوادگی خود را انتخاب کرد و در سال 1773 عنوان بارون کلتنس را پس از پسرعموی خود به دست آورد.

## دوران اولیه زندگی
جیمز استوارت یکی از ۱۲ فرزند سر جیمز استوارت بزرگ از معاون دادستان کل اسکاتلند بود که تحت نظر ملکه آن و جورج اول کار می‌کرد. او در سال ۱۷۱۲ در شهر ادینبورگ متولد شد. مادرش، آن دالریمپل، دختر لرد نورث برویک، رئیس لرد دادگاه جلسات بود. پس از گذراندن مقاطع اولیه تحصیلاتش در دانشگاه ادینبورگ، جیمز در سن بیست و چهار سالگی موفق به پذیرفته شدن در امتحان بار وکلای اسکاتلندی شد.
سپس، تا سن بیست و هفت سالگی (به مدت سه سال) زندگی خود را در قاره اروپا گذراند. مدتی از این زمان را در رم سپری کرد که مصادف بود با ملاقاتش با چارلز ادوارد استوارت، ملقب به مدعی جوان. سرانجام، در سال ۱۷۴۵، جیمز مجدد به ادینبورگ برگشت و با خود تصمیم گرفت که پس از تمام شدن نبرد کالودن اروپا را دوباره سفر کند، جایی که تا سال ۱۷۶۳ در آنجا ماند. نزدیک به ۸ سال طول انجامید که او بالاخره در سال ۱۷۷۱ رسماً به خاطر هرگونه نقشی که در جنبش (در واقع شورش) جاکوبایت داشت بخشیده (عفو) شد تا در نهایت در موقعیتش به عنوان رئیس (بارون) خانواده، در کلتنس، لانارکشایر در گذشت.
وی با لیدی فرانسیس ومیس (۱۷۸۹–۱۷۲۲) خواهر کوچک دیوید ومیس، لرد الچو، از اشراف‌زادگانی که نقش برجسته ای در خیزش ۱۷۴۵ داشت ازدواج کرد. آنها صاحب پسری به نام سر جیمز استوارت دنهام (۱۸۳۹–۱۷۴۴) شدند که بعدها به ویراستاری کارهای پدرش مشغول شد. وی نماینده مجلس و سرهنگ خاکستری‌های اسکاتلندی نیز بود. او در نهایت با لقب ژنرال به سالها خدمت خود پایان داد و تا سن نود و پنج سال عمر کرد. در هنگام مرگش، لقب بارون دو خانه کلتنس و و گودتریز به یکی از پسر عموهایش رسید که خود در سال ۱۸۵۱ از دنیا رفته بود و از آن پس بارونی معرفی نشده‌است. دختر آنها اگنس با هنری ارسکین، دهمین ارل بوکان ازدواج کرد.

### خانواده
استوارت متعلق به خانواده ای از استوارت‌ها بود که به سر جیمز استوارت، شوالیه (لقب اشرافی) و تاجر معروف ادینبورگ و از پرسبیتریان سرسخت زمان خود برمی‌گشت که به پیروی از چارلز دوم در جنگهای داخلی انگلیس در سالهای ۱۶۴۲–۱۶۶۰ برخاست و سرانجام در سال ۱۶۸۱ در گذشت. در این مدت او به حدی ثروت انباشت و به ارث گذاشت که سه پسرش مقدر به دریافت لقب بارونت پس از انقلاب شکوهمند ۱۶۸۸ برای خانواده‌های خود شدند. به ترتیب بارون‌های شناخته شده این خانواده عبارت اند از: سر تامس استوارت بارون کلتنس، پسر اول؛ سر جیمز استوارت بارون گودتریز، دادستان کل و پسر چهارم خانواده؛ سر رابرت استوارت بارون آلاندیل، جوان‌ترین از میان ۷ پسر.
پدر استوارت، بزرگترین پسر بارون گودتریز (دادستان کل) و معاون دادستان اسکاتلند بود (بدین ترتیب، استوارت، خود بارون سوم گودتریز محسوب می‌شود)

### عناوین
استوارت در سن چهارده سالگی عنوان بارون سوم گودتریز را گرفت و همزمان صاحب کلیه ارث پدری اش و نیز ارث‌های رسیده به او از سوی پسر عموهای رو به سنش (استوارت‌های بزرگ) شد. در این میان، می‌توان به سر تامس استوارت بارون کلتنس اشاره کرد که صاحب ۱۴ پسر از دو همسرش، مارگارت الیوت، دختر مادر خوانده اش، و سوزان دنهام، خواهر سر ویلیام دنهام، اولین بارون وستشیلد و رئیس ضراب خانه (انگلیسی: Master of the Mint) اسکاتلند. پسر ارشد سر تامس کلیه املاک و عمارت (و نه مرتبه بارونی) کلتنس را در سال ۱۷۱۲ به پدر استوارت (معاون دادستان). به همین خاطر، استوارت، ملقب به بارون سوم گوتیرز معمولاً با لقب بارون کلتنس شناخته می‌شد، چراکه محل استقرارش همان عمارت کلتنس بود.
بارون سوم گودتیر سرانجام عمارت گودتیرز را پس از بازگشت از سفرش به فرانسه فروخت. همزمان، آخرین پسر (ورثه) زنده سر تامس استوارت مرتبه بارونی کلتنس را از پدرش همراه با ملک و مرتبه بارونی بارونی از دنم از وستشیلد (از طریق مادرش) به ارث برد و خود را سر آرچیبالد استوارت دنم، بارونت نامید. با مرگ سر آرچیبالد در ۱۷۷۳، مرتبه بارونی کلتنس و ملک و عمارت استوارت‌ها به سر جیمز استورات رسید؛ مرتبه بارونی دنم و عمارت مربوطه نیز به آخرین ورثه دنم‌ها، برادر (خواهر) زاده سر آرچیبالد از سوی خانواده مادری اش، که ملقب به سر ویلیام لاکهارت دنم بود. سه سال بعد، با مرگ ویلیام در سال ۱۷۷۶، مرتبه بارونی دنم منقرض شد و تمامی املاک، از جمله عمارت وستیشیلد، به سر جیمز استوارت، رسید که با این وجود لقب لقب دنم به عناوین سر جیمز استوارت اضافه شد، گرچه وی از تبار دنم نبود.
بدین سان، سر جیمز استوارت در چهار سال آخر زندگی اش به عنوان سر جیمز استوارت دنم، بارون کلتنس و وستشیلد شناخته می‌شد. کتاب اصلی او و آثار جمع‌آوری شده پس از مرگش تحت عنوان سر جیمز استورات منتشر شدند؛ او در ادبیات اقتصاد با نام سر جیمز استوارت دنم شناخته می‌شود.

## آثار

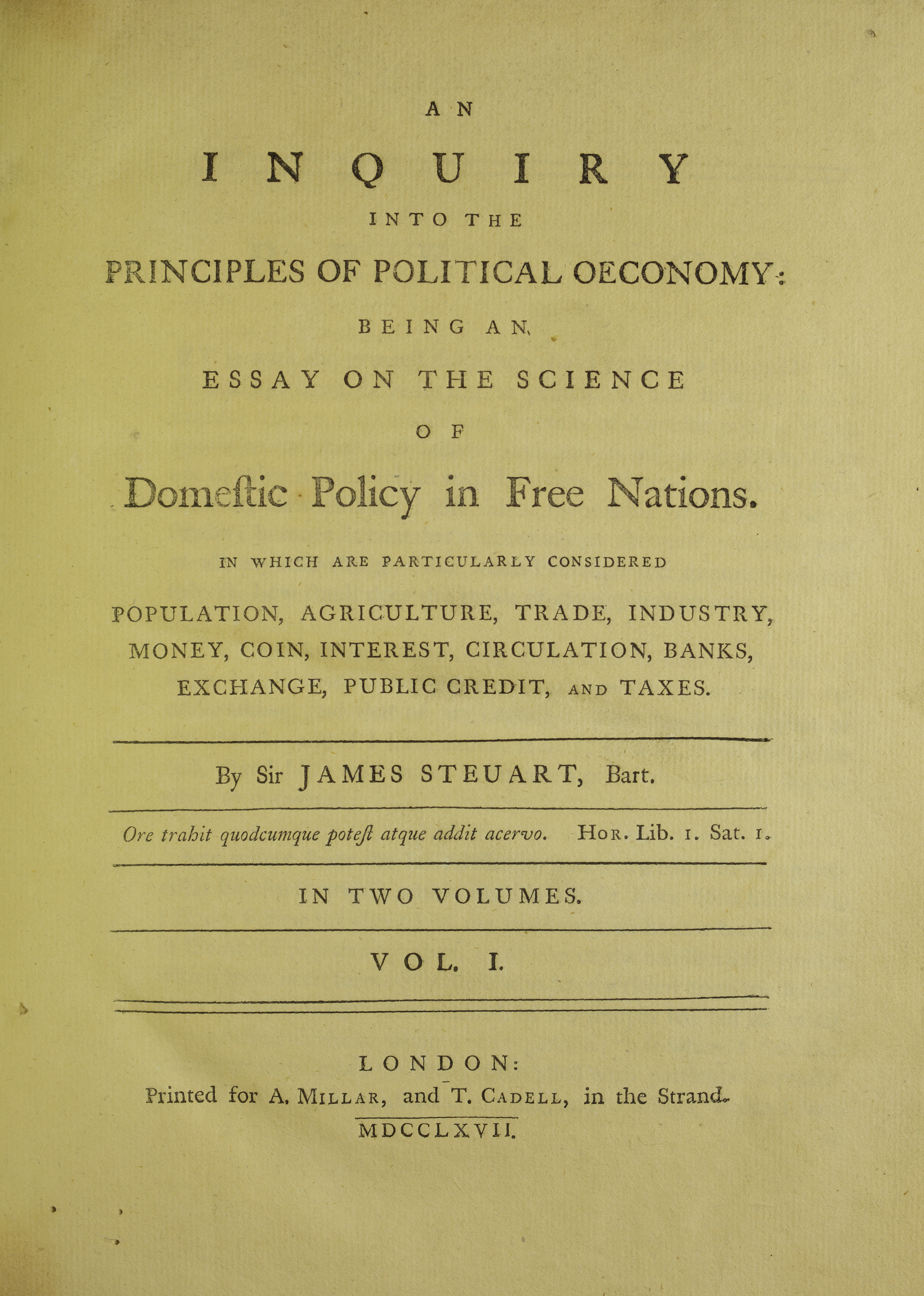
تحقیق دربارهٔ اصول اقتصاد سیاسی، سال ۱۷۶۷ میلادی

استوارت اولین کتاب نوشته شده توسط یک اقتصاددان اسکاتلندی که در عنوانش به عبارت «اقتصاد سیاسی» اشاره کرده‌است را تحت عنوان تحقیقی در اصول اقتصادی سیاسی در سال ۱۷۶۷ منتشر کرد. در زیر جستاری از این کتاب آورده شده‌است.
[درست همان‌طور که] اقتصاد به‌طور کلی [هنر] تأمین تمام نیازهای یک خانواده است ، [بنابراین علم اقتصاد سیاسی] می‌کوشد یک سرمایه معیشتی برای همه ساکنان تأمین کند، تا از هر شرایط زیان آور محتملی در آینده جلوگیری کند، و آنچه برای پاسخگویی به نیازهای جامعه لازم است را مهیا کند و ساکنان را به کار گیرد و مشارکت دهد … به گونه ای که به‌طور طبیعی روابط و وابستگی‌های متقابل بین آنها ایجاد شود و خواسته‌های متقابل یکدیگر را تأمین کنند. 
این کتاب کاملترین و نظام مندترین مطالعه مروری در زمینه اقتصاد سیاسی با نیم نگاهی به سوداگرایی بود که در انگلیس منتشر شد و در واقع اولین رساله اقتصاد تمام عیار است که تا کنون مستند شده‌است. در همین راستا هگل، فیلسوف معروف آلمانی در سال ۱۷۹۹ دربارهٔ آن نظراتی نوشت. گرچه از آن به عنوان بخشی از جرکت روشنگری اسکاتلندی یاد می‌شود که منجر به ظهور اشخاصی مثل دیوید هیوم و آدام اسمیت، شد، می‌توان گفت که اقتصادی که استوارت از آن گفته‌است به اوایل دوران سوداگرایی بر می‌گردد
مکتب سوداگرایی یا مرکانتیلیسم بیان داشت که برقراری تعادل مثبت در تجارت برای هر ملتی از اهمیت اساسی برخوردار است مع لازمه آن جلوگیری از کلیه صادرات طلا و نقره می‌باشد. نظریه سوداگرایی منجر به افزایش تعرفه‌های محافظتی جهت جداکثر کردن بهره‌وری از منابع داخلی، گسترش استعمار و انحصار تجارت با مستعمرات شد. تلاش انگلیس برای پیروی از ایده‌های مرکانتلیستی سرانجام به چهار جنگ ناوبری انگلیس و هلند و جنگ‌های استعماری آمریکا در سالهای ۱۷۷۶–۱۷۸۱ و ۱۸۱۲ ختم شد. علاوه بر این، در سال ۱۸۱۵، انگلیس، به پیشنهاد مشاورین مرکانیلیست قانون افزایش تعرفه واردات گندم را تحت عنوان قوانین ذرت در مورد همه گندم‌های وارداتی تصویب نمود. لازم است ذکر شود که مجادله‌های مختلفی بر سر قوانین ذرت شکل گرفت که در نهایت تمامی دولت‌های انگلیس تا سال ۱۸۴۶ که این قانون حذف شد مشمول این قانون بودند.
نظریه مرکانتیلیسم در خصوص معاملات خرید/فروش شخصی (فردی) بیان دارد که سود در محل فروش بوجود می‌آید. استوارت معتقد بود که سود صرفاً یک هزینه «اضافی» است که هنگام فروش کالا بدست می‌آید. در واقع می‌توان گفت که استوارت یک مرکانتیلیست مجض نبود، بلکه به یک «شکل علمی از مرکانتیالیسم» اعتقاد داشت. وی معتقد بود که تمام سود حاصل از یک معامله به صورت «هزینه اضافی» است که خریدار به فروشنده می‌پردازد با این استثنا که «سود» حاصل از مبادله با افزایش و / یا کاهش تقاضا می‌تواند «در نوسان باشد». با این حال، استوارت نیز مانند دیگر مرکانتیلیست‌ها در نهایت امر به موضوع تبادل به عنوان تولیدکننده سود تمرکز داشت و هیچ ارزشی برای یک کالا تا قبل از موقع فروش آن حائز نمی‌شد. استوارت یکی از آخرین نمایندگان مکتب تفکر اقتصادی مرکانتیلیست بود.
گرچه اثر استوارت تا حدی مقبولیت یافت و با استقبال خوبی روبرو شد، ۹ سال بعد با منشتر شدن کتاب ثروت ملل اثر آدام اسمیت این مقبولیت تحت الشعاع قرار گرفت. نکته ای که در خصوص این کتاب وجود دارد این است که گرچه اسمیت با استوارت و آثارش آشنا بود، اما در هیچ بخشی از کتابش به او یا کارش ارجاع نداده‌است. گفته می‌شود که اجتناب اسمیت از اشاره به کارهای استوارت به این خاطر بوده‌است که ایده‌آل‌های استوارت ممکن بود اثرات سو بر نظریه اش داشته باشد. علاوه بر این، به نظر می‌رسد که اکثر حملات و اتهامات وارده بر مکتب مرکانتیلیسم در خصوص ثروت ملل‌ها علیه استوارت بوده‌است. بدین گونه، چون اسمیت ظاهراً باور داشته‌است که نظریه استوارت از کتاب خودش بهتر است، به خاطر اتهامات وارده سعی کرد خود را از هرگونه مباحثه مشترک با استوارت دور کند. صد سال بعد، از نظریات استوارت در مکتب تاریخی اقتصاد استقبال شد.

## کتابشناسی - فهرست کتب
- آثار سیاسی، متافیزیکی و تقویمی، مرحوم سر جیمز استوارت از Coltness، بارت، که اکنون برای اولین بار با حکایات نویسنده توسط فرزندش، ژنرال سر جیمز دنهام استوارت جمع‌آوری شده‌است ، در ۶ جلد ۸ وی در ۱۸۰۵ منتشر شد. علاوه بر تحقیق شامل موارد زیر است:
- پایان‌نامه ای دربارهٔ آموزه و اصول پول اعمال شده در سکه آلمان (۱۷۵۸)
- Apologie du sentiment de M. le Chevalier Newton sur l'ancienne chronologie des Grecs (4to, Frankfort-on-the-Main، ۱۷۵۷)
- تحقیق در مورد اصول اقتصاد سیاسی: مقاله ای در مورد علم سیاست داخلی در کشورهای آزاد، که به‌طور خاص جمعیت، کشاورزی، تجارت، صنعت، پول، سکه، بهره، گردش، بانکها، ارز، اعتبار عمومی در نظر گرفته می‌شود، و مالیات، ([۱۷۶۷ ، ۲ در برابر] ۱۷۷۰). صفحه عنوان و پیوندهای فصل ، [c] , ج ۲، و نسخه ۳.
- اصول پول در دولت فعلی بنگال اعمال می‌شود، که به درخواست شرکت هند شرقی منتشر شده‌است (۴ تا، ۱۷۷۲)
- پایان‌نامه ای در مورد سیاست دانه (۱۷۸۳)
- برنامه ای برای معرفی یکنواختی در وزن و اندازه‌گیری در محدوده امپراتوری انگلیس (۱۷۹۰)
- مشاهدات مربوط به مقاله بیتی دربارهٔ حقیقت
- رساله ای دربارهٔ انگیزه اطاعت از قانون خدا و رساله‌های دیگر.